# Raschid bin Said Al Maktum

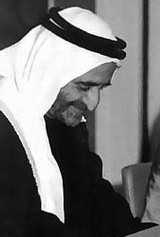
Raschid bin Said Al Maktum

Scheich Raschid bin Said Al Maktum (arabisch راشد بن سعيد آل مكتوم Rāschid bin Saʿīd Āl Maktūm, DMG Rāšid b. Saʿīd Āl Maktūm; * 11. Juni 1912 in Dubai; † 7. Oktober 1990 ebenda) war der erstgeborene Sohn von Scheich Said bin Maktum und achter Herrscher des Emirates Dubai.

## Persönliches
Er engagierte sich bereits in jungen Jahren in der Politik. Seine Vorlieben galten der Falknerei und der Jagd. Er galt als begabter Schütze.

## Wirtschaftliche Projekte
Scheich Raschid erkannte Dubais wirtschaftliches Potenzial. Der Ausbau des verschlammten Creeks zu einer befahrbaren Wasserstraße, der Bau der ersten Landebahn in Dubai, der 1963 eingeweihten Al-Maktum-Brücke über den Creek, des Tiefseehafens Port Rashid 1967–1972, des zweiten Hafens in Jebel Ali (ein Hafen, der mit 67 Liegeplätzen der größte künstliche Hafen der Welt ist), des World Trade Centres und die Gründung der Jebel-Ali-Freihandelszone waren einige seiner bedeutendsten Projekte. 

## Politik
Scheich Raschid traf sich am 18. Februar 1968 mit dem Herrscher von Abu Dhabi, Scheich Zayid, in einem Wüstencamp, um die Gründung einer Föderation zwischen Abu Dhabi und Dubai zu diskutieren. Dort vereinbarten die beiden den sogenannten „Union Accord“, welcher später zum Grundstein der Föderation der Vereinigten Arabischen Emirate wurde.
In seinem Strandpalast in Dubai trafen sich am 2. Dezember 1971 die Herrscher von Abu Dhabi, Dubai, Schardscha, Adschman, Fudschaira und der Kronprinz von Umm al-Qaiwain und unterzeichneten die provisorische Verfassung der Vereinigten Arabischen Emirate.

## Nachkommen
Scheich Raschid war mit Latifa bint Hamdan bin Zayid Al Nahyan, der Tochter des Herrschers von Abu Dhabi, verheiratet. Er hatte aus dieser Ehe vier Söhne, Scheich Maktum, welcher von 1990 bis 2006 als sein Nachfolger Dubai regierte, Scheich Hamdan (bis zu seinem Tod im Jahr 2021 Minister für Finanzen und Industrie der VAE sowie Kronprinz von Dubai), Scheich Muhammad (10. Herrscher des Emirats Dubai und Premierminister, Verteidigungsminister sowie Vizepräsident der Vereinigten Arabischen Emirate) sowie Scheich Ahmed.